# التعلم الآلي الكمي
التعلم الآلي الكمي هو تكامل الخوارزميات الكمومية مع برامج التعلم الآلي. يشير الاستخدام الأكثر شيوعًا للمصطلح إلى خوارزميات التعلم الآلي لتحليل البيانات الكلاسيكية التي يتم تنفيذها على جهاز كمبيوتر كمي، أي التعلم الآلي المعزز بميكانيكا الكم. وبينما تُستخدم خوارزميات التعلم الآلي للتعامل مع كميات هائلة من البيانات، فإن التعلم الآلي الكمي يستخدم الكيوبتات والعمليات الكمومية أو يستخدم أنظمة كمومية متخصصة لتحسين السرعة الحاسوبية وتخزين البيانات الذي تقوم به خوارزميات برنامج ما. ويتضمن ذلك طرقًا هجينة تدمج المعالجة الكلاسيكية والكمية، حيث يتم الاستعانة بالأجهزة الكمية لآداء أجزاء البرنامج الفرعية الصعبة حسابياً. وعلاوة على ذلك، يمكن استخدام الخوارزميات الكمومية لتحليل الحالات الكمومية بدلاً من البيانات التقليدية. وبعيدًا عن الحوسبة الكمومية، يرتبط مصطلح «التعلم الآلي الكمي» أيضًا بأساليب التعلم الآلي الكلاسيكية المطبقة على البيانات الناتجة عن التجارب الكمية (مثل التعلم الآلي للأنظمة الكمومية)، مثل تعلم انتقالات الطور في النظام الكمي أو إنشاء تجارب كمومية جديدة. يمتد التعلم الآلي الكمومي أيضًا لينطبق على فرع من الأبحاث يستكشف أوجه التشابه المنهجية والهيكلية بين بعض الأنظمة الفيزيائية وأنظمة التعلم، مثل مجال الشبكات العصبية. على سبيل المثال، يمكن لبعض الأساليب الرياضية والرقمية من فيزياء الكم أن يتم تطبيقها على التعلم العميق الكلاسيكي والعكس صحيح. علاوة على ذلك، يستقصي الباحثون مفاهيم أكثر تجريدا في نظرية التعلم، وهي المفاهيم التي تتعلق بالمعلومات الكمومية، والتي يشار إليها أحيانًا باسم «نظرية التعلم الكمي».

أربع طرق مختلفة للدمج بين تخصصات الحوسبة الكمومية والتعلم الآلي. يشير الحرف الأول إلى ما إذا كان النظام قيد الدراسة كلاسيكيًا أم كموميًا، بينما يحدد الحرف الثاني ما إذا كان يتم استخدام جهاز معالجة المعلومات الكلاسيكي أو الكمي.

## التعلم الآلي باستخدام أجهزة الحاسب الكمومية
يشير التعلم الآلي المعزز بميكانيكا الكم إلى الخوارزميات الكمية التي تحل مهام في التعلم الآلي، وبالتالي تُحسن وتُوسع تقنيات التعلم الآلي الكلاسيكية في كثير من الأحيان. وتتطلب مثل هذه الخوارزميات عادةً من المرء أن يُكوّد البيانات الكلاسيكية المعطاة ليدخلها في كمبيوتر كمي ولتكون بيانات قابلة للمعالجة الكمومية. بعد ذلك، يتم تطبيق برامج معالجة المعلومات الكمية ويتم استخلاص نتيجة الحساب الكمي عن طريق القيام بقياس النظام الكمي. على سبيل المثال، قد تكشف نتيجة قياس كيوبت معين النقاب عن النتيجة الحسابية لمسألة تصنيف ثنائي. وفي حين أن العديد من المقترحات الخاصة بخوارزميات التعلم الآلي الكمي لا تزال نظرية بحتة وتتطلب جهاز كمبيوتر كمي شامل وواسع النطاق ليتم اختبارها، فقد تم تنفيذ مقترحات أخرى على أجهزة كمية صغيرة أو ذات أغراض خاصة.

### محاكاة الجبر الخطي باستخدام السعات الكمومية
يعتمد عدد من الخوارزميات الكمومية للتعلم الآلي على فكرة ترميز السعة، أي ربط اتساعات الحالة الكمومية بمدخلات ومخرجات الحسابات. هذا يعني أن حالة عدد {\displaystyle n} من الكيوبتات يمكن وصفها بواسطة عدد {\displaystyle 2^{n}} من السعات المعقدة، وهذا الترميز المعلوماتي يسمح بتوفير أسي في حجم التمثيل البياناتي. تُماثل هذه العملية مسألة ربط توزيع احتمالي متقطع على متغيرات عشوائية ثنائية مع متجه كلاسيكي. والهدف من الخوارزميات القائمة على ترميز السعة هو صياغة خوارزميات كمية تنمو مواردها بشكل متعدد الحدود في عدد الكيوبتات {\displaystyle n}، وهو ما يؤدي إلى نمو لوغاريتمي في عدد السعات وبالتالي في أبعاد المدخلات.

### خوارزميات التعلم الآلي الكمومية على أساس خوارزمية بحث جروفر
وهناك نهج آخر لتحسين التعلم الآلي الكلاسيكي الذي يتضمن معالجة معلوماتية كمومية. هذا النهج يستخدم طرق تضخيم السعة بناءً على خوارزمية بحث جروفر، والتي ثبت أنها تحل مهمات البحث غير الممنهج بتسريع تربيعي مقارنة بالخوارزميات الكلاسيكية. يمكن توظيف هذه الطرق الكمية بهدف تحويل خوارزميات التعلم لمهمات بحث غير ممنهجة. وهذا هو الحال، على سبيل المثال، في خوارزمية k-medians وخوارزميات أقرب k جيران. وأحد التطبيقات الأخرى هو التسريع التربيعي في تدريب البيرسيبترون.